# Охріменко Денис Григорович
Дени́с Григо́рович Охрі́менко — старшина Збройних сил України.

## Нагороди
За особисту мужність і героїзм, виявлені у захисті державного суверенітету та територіальної цілісності України, вірність військовій присязі під час російсько-української війни, нагороджений
- орденом «За мужність» III ступеня (27.11.2014).
- 13 серпня 2015 року — орденом Богдана Хмельницького III ступеня.